# دنیاگیری کووید-۱۹ در کالیفرنیا
دنیاگیریِ کروناویروس در کالیفرنیا در سالِ ۲۰۲۰ میلادی بخشی از دنیاگیری ۲۰–۲۰۱۹ کروناویروس است. نخستین موردِ بیماری کروناویروس ۲۰۱۹ در کالیفرنیا روزِ ۲۶ ژانویه ۲۰۲۰ تأیید شد. از ۴ مارس وضعیت اضطراری اعلام شد. روزِ ۱۹ مارس دستور ماندن در منزل برای سراسرِ ایالت صادر شد که در ۲۵ ژانویه ۲۰۲۱ به پایان رسید. در ۶ آوریل ۲۰۲۱ ، دولت برنامه های خود را برای بازگشایی کامل اقتصاد تا  ۱۵ ژوئن ۲۰۲۱ اعلام کرد.

## تاثیرات

### آموزش
تحصیلات در کالیفرنیا تحت تأثیر دنیاگیری کووید-۱۹ قرار گرفته است. به عنوان مثال ، در حالی که بیشتر دانشجویان در این ایالت به دلیل همه گیری، به آموزش از راه دور روی آورده اند، هزاران نفر از آنها فاقد امکانات مناسبی همچون لپ تاپ یا اینترنت خانگی هستند.

### اقتصاد
در ژانویه ۲۰۲۰ ، پیش بینی شده بود که کالیفرنیا تا پایان سال مالی یعنی ۳۰ ژوئن، ۵.۶ میلیارد دلار مازاد بر بودجه خواهد داشت. در ماه مه ، وزارت دارایی پیش بینی خود را تغییر داد و اعلام کرد که این ایالت ۵۴.۳ میلیارد دلار کسری بودجه خواهد داشت. برخی از این کمبودها ناشی از هزینه های پیش بینی نشده مانند ۷.۱ میلیارد دلار برای برنامه های بهداشتی و ۶ میلیارد دلار اضافی برای انواع دیگری از تدابیر اتخاذ شده بود ، اما بیشتر ناشی از این بود که درآمد های مالیاتی و درآمد شخصی  شرکت ها و فروش آنها - یک چهارم از آنچه که پیش بینی شده بود ، کمتر شده بود. با این حال ، در ژانویه ۲۰۲۱ ، کالیفرنیا در تخمین قبلی خود تجدید نظر کرد و اعلام کرد که یک میلیارد دلار مازاد بر بودجه در اختیار خواهد داشت. این اقدام حاصل افزایش درآمد مالیاتی اخذ شده از ساکنان ثروتمند می باشد.

## واکسیناسیون
تا تاریخ ۹ آوریل ۲۰۲۱ ، در کالیفرنیا ۲۱،۷۲۵،۶۵۴ دوز واکسن تزریق شده است.

## تعطیلی‌ها

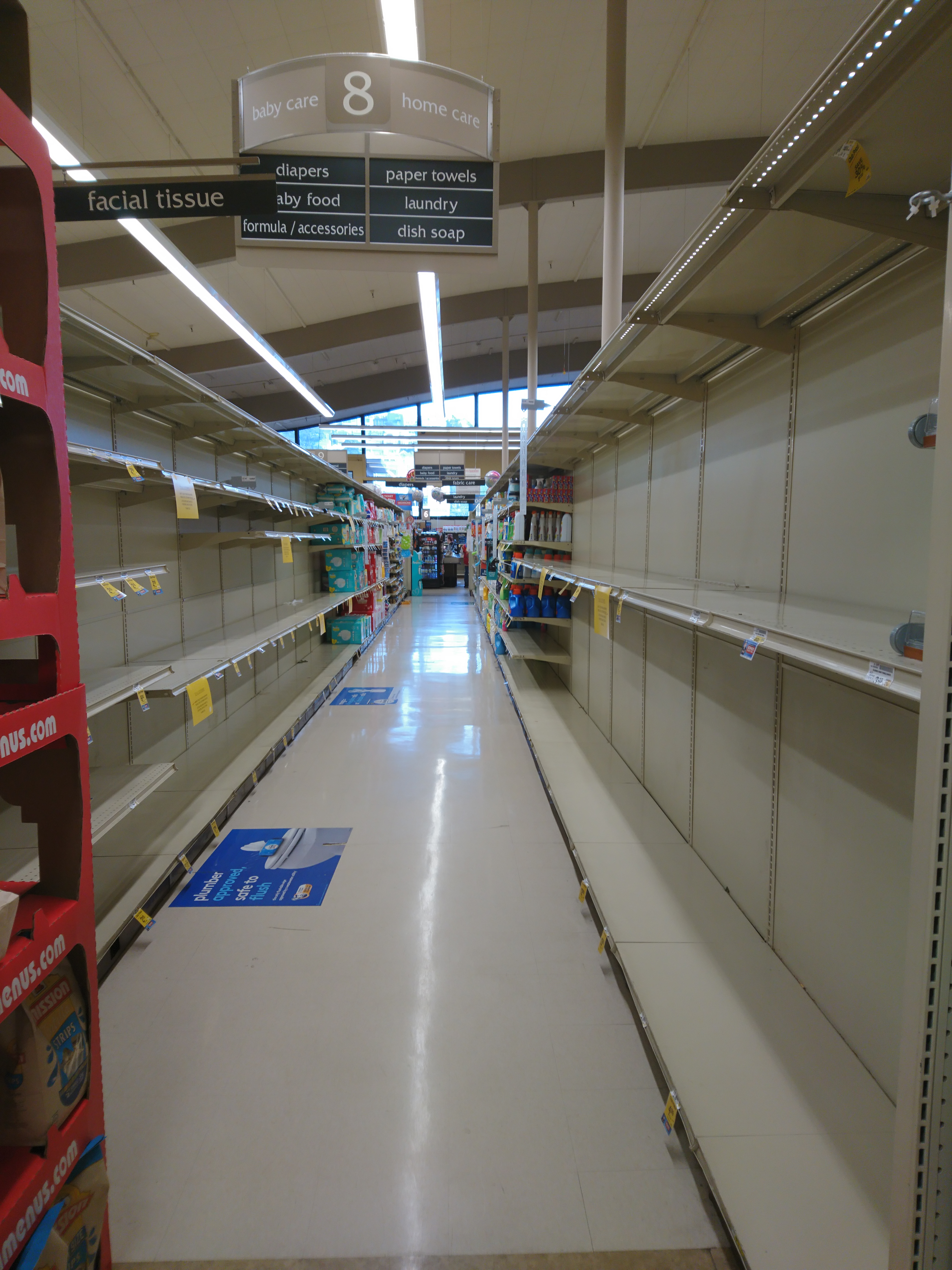
قفسه‌های یک فروشگاه در سان فرانسیسکو که از خرید عصبی خالی شده.

- فرهنگستان علوم کالیفرنیا از ۱۲ مارس تعطیل شد.
- دانشگاه استنفورد از ۱۰ مارس تعطیل شد.
- مؤسسه فناوری کالیفرنیا از ۱۵ مارس تعطیل شد.
- باغ‌وحش سن دیگو از ۱۶ مارس تعطیل شد.
- موزه د یانگ از ۱۴ مارس تعطیل شد.
- موزه هنرهای معاصر سان فرانسیسکو از ۱۴ مارس تعطیل شد.
- دانشگاه کالیفرنیا، برکلی از ۱۰ مارس تعطیل شد.